# Jean-François Sivadier
Jean-François Sivadier est un comédien, auteur et metteur en scène de théâtre et d'opéra, né le 11 juillet 1963 au Mans (Sarthe).

## Biographie
Jean-François Sivadier se forme comme comédien au Centre théâtral du Maine, puis est élève au Théâtre national de Strasbourg. Il en sort en 1986 et joue rapidement sous la direction de Alain Françon, Laurent Pelly, Stanislas Nordey, Jacques Lassalle, Daniel Mesguich, Christian Rist, Dominique Pitoiset, Yann-Joël Collin. Proche de Didier Georges Gabily, il a joué avec lui dans ses pièces et a terminé la mise en scène laissée inachevée de son diptyque Dom Juan / Chimère et autres Bestioles en 1996.
Il met en scène Italienne avec orchestre puis Italienne scène et orchestre en 2003 pour lequel il a reçu le Grand Prix du Syndicat de la Critique.
Il réalise de nombreuses mises en scène dont La Mort de Danton de Büchner. Il a comme interprètes réguliers Nicolas Bouchaud, Norah Krief, Nadia Vonderheyden et Vincent Guédon. Habitué du Festival d’Avignon IN, Jean-François Sivadier y présente entre autres La Vie de Galilée de Brecht, Le Roi Lear de Shakespeare (2007) mais aussi Partage de midi de Claudel (2008), en collaboration avec Gaël Baron, Nicolas Bouchaud, Charlotte Clamens et Valérie Dréville.
Il est, depuis 2004, un régulier metteur en scène pour l'Opéra de Lille : il y signe sa première mise en scène avec Madame Butterfly en 2004, puis Wozzeck d’Alban Berg ; Les Noces de Figaro de Mozart ; Carmen de Bizet ;  Le Couronnement de Poppée de Monteverdi ; Le Barbier de Séville de Rossini.
Ses textes sont publiés aux Solitaires intempestifs.
Jean-François Sivadier est le frère du musicien compositeur et auteur Pierre-Michel Sivadier, ancien membre du groupe Magma,.

## Théâtre

### Mise en scène

#### Théâtre
- 1997 : Italienne avec orchestre de Jean-François Sivadier, Cargo à Grenoble
- 1998 : Noli me tangere, impromptu de Jean-François Sivadier, Théâtre national de Bretagne, Rennes
- 2000 : La Folle journée, ou le Mariage de Figaro de Beaumarchais, Théâtre national de Bretagne
- 2002 : La Vie de Galilée de Bertolt Brecht, Festival d'Avignon
- 2003 : Italienne, scène et orchestre, de Jean-François Sivadier, Théâtre national de Bretagne, Grand Prix du syndicat de la critique 2005[3]
- 2005 : La Mort de Danton de Georg Büchner, Festival d'Avignon
- 2005 : La Vie de Galilée de Bertolt Brecht, Festival d'Avignon
- 2007 : Le Roi Lear de William Shakespeare, Festival d'Avignon, Théâtre Nanterre-Amandiers
- 2008 : Partage de midi de Paul Claudel, mise en scène collective des comédiens Gaël Baron, Nicolas Bouchaud, Charlotte Clamens, Valérie Dréville, Jean-François Sivadier, Festival d'Avignon Carrière de Boulbon
- 2009 : La Dame de chez Maxim de Georges Feydeau, Théâtre national de Bretagne, Odéon-Théâtre de l'Europe, tournée.
- 2011 : Noli me tangere, réécriture, de Jean-François Sivadier, Théâtre national de Bretagne, Odéon-Théâtre de l'Europe-Ateliers Berthier
- 2013 : Le Misanthrope de Molière, Théâtre national de Bretagne
- 2015 : Portrait de Famille (d'après les Atrides), Cartoucherie (Atelier De Paris)
- 2016 : Dom Juan de Molière, Théâtre national de Bretagne
- 2019 : Un ennemi du peuple d'Ibsen, Maison de la Culture de Grenoble
- 2021 : Sentinelles[11], MC93
- 2022 : Othello[12] de Shakespeare, Théâtre de l'Odéon[13]
- 2024 : Portait de famille, une histoire des Atrides, d'après Euripide, Sophocle, Eschyle et Sénèque, avec une partie de la promotion 2023 du CNSAD

#### Opéra
- 2004 : Madame Butterfly de Giacomo Puccini, Opéra de Lille
- 2006 : Wozzeck d’Alban Berg
- 2011 : La Traviata de Giuseppe Verdi au Festival international d'art lyrique d'Aix-en-Provence
- 2012 : L'incoronazione di Poppea de Claudio Monteverdi à l'Opéra de Lille
- 2013 : Il Barbiere di Siviglia de Gioachino Rossini à l'Opéra de Lille, puis à Reims, Limoges et Dijon
- 2017 : Don Giovanni de Mozart au festival d'Aix-en-Provence, puis à Nancy, Luxembourg et Bologne
- 2021: Carmen de Bizet à l'Opéra National du Rhin

### Comédien

#### Théâtre
- 1986 : L'Échange de Paul Claudel, mise en scène Didier-Georges Gabily, Centre Théâtral du Maine
- 1989 : Léonce et Léna de Georg Büchner, mise en scène Jacques Lassalle, présenté par les élèves de l'École supérieure d'art dramatique du Théâtre national de Strasbourg, Festival d'Avignon
- 1989 : Titus Andronicus de William Shakespeare, mise en scène Daniel Mesguich
- 1989 : Idées sur le geste et l'action théâtrale de Johann Jakob Engel, présenté par les élèves de l'École supérieure d'art dramatique du Théâtre national de Strasbourg, Festival d'Avignon
- 1990 : Bérénice de Racine, mise en scène Jacques Lassalle, Théâtre national de Strasbourg
- 1990 : La Veuve de Corneille, mise en scène Christian Rist, Théâtre de l'Athénée-Louis-Jouvet, Théâtre des Treize Vents, Théâtre national de Strasbourg
- 1991 : Violences Didier-Georges Gabily, lecture au Festival d'Avignon
- 1991 : La Vie parisienne de Jacques Offenbach, mise en scène Alain Françon, Théâtre du Huitième Lyon
- 1992 : Chimère et autres bestioles de Didier-Georges Gabily, lecture Festival d'Avignon
- 1993 : Faust de Goethe, mise en scène Dominique Pitoiset, Théâtre de l'Athénée-Louis-Jouvet, Nouveau Théâtre d'Angers
- 1993 : Enfonçures de Didier-Georges Gabily, mise en scène de l'auteur, Festival d'Avignon
- 1994 : Partage de midi de Paul Claudel, mise en scène Serge Tranvouez
- 1995 : Peines d'amour perdues de William Shakespeare, mise en scène Laurent Pelly, Odéon-Théâtre de l'Europe
- 1997 : Italienne avec orchestre de Jean-François Sivadier, mise en scène de l'auteur
- 1998 : Henri IV de William Shakespeare, mise en scène Yann-Joël Collin, Le Maillon Strasbourg, Théâtre Gérard Philipe, Festival d'Avignon
- 2002 : Jeanne d'Arc au bûcher opéra d'Arthur Honegger, mise en scène Stanislas Nordey, Festival dans la Ruhr
- 2002 : La Vie de Galilée de Bertolt Brecht, mise en scène Jean-François Sivadier, Festival d'Avignon
- 2003 : Italienne, scène et orchestre de Jean-François Sivadier, mise en scène de l'auteur
- 2005 : La Mort de Danton de Georg Büchner, mise en scène Jean-François Sivadier, Festival d'Avignon
- 2007 : Le Roi Lear de William Shakespeare, mise en scène Jean-François Sivadier, Festival d'Avignon, Théâtre Nanterre-Amandiers
- 2008 : Partage de midi de Paul Claudel, mise en scène collective des comédiens Gaël Baron, Nicolas Bouchaud, Charlotte Clamens, Valérie Dréville, Jean-François Sivadier, Festival d'Avignon Carrière de Boulbon
- 2011 : Traversée, lectures à l'occasion des 40 ans de Théâtre Ouvert, France Culture Festival d'Avignon

## Filmographie

### Télévision
- 1991 : La Vie parisienne de Jacques Offenbach, réalisation Pierre Cavassilas, mise en scène théâtrale Alain Françon : Raoul de Garfeu
- 1992 : Pour une fille en rouge de Marianne Lamour (téléfilm) : Frédéri
- 2012-2015 : Les Revenants créé par Fabrice Gobert (mini série) : Pierre Tissier
- 2019-2022 : Jeux d'influence de Jean-Xavier de Lestrade (mini série) : Mathieu Bowman

### Cinéma
- 2016 : Guillaume à la dérive de Sylvain Dieuaide (court-métrage) : Christian
- 2017 : K.O. de Fabrice Gobert : Benezer

Jean-François Sivadier est l'un des personnages principaux du documentaire Traviata et nous de Philippe Béziat (2012) qui suit la mise en scène de La Traviata à Aix-en-Provence en 2011.

## Publications
- Italienne avec orchestre, Besançon, France, Éditions Les Solitaires Intempestifs, coll. « Bleue », 2002, 78 p.  (ISBN 978-2-84681-035-7)
- Italienne scène, Besançon, France, Éditions Les Solitaires Intempestifs, coll. « Bleue », 2003, 92 p.  (ISBN 978-2-84681-085-2)
- Noli me tangere, Besançon, France, Éditions Les Solitaires Intempestifs, coll. « Bleue », 2011, 160 p.  (ISBN 978-2-84681-252-8)

## Distinctions
- Molières 2005 : nomination pour le Molière du metteur en scène pour Italienne scène et orchestre
- Molières 2010 : nomination pour le Molière du metteur en scène pour La Dame de chez Maxim
- Molières 2014 : nomination au Molière du metteur en scène d'un spectacle du théâtre public pour Le Misanthrope
- Prix du syndicat de la critique 2019 : meilleur créateur d'élément scénique pour Un ennemi du peuple
- Académie française 2022 : Grand prix du théâtre pour l'ensemble de son œuvre